# Wierzchowisko (województwo łódzkie)
Wierzchowisko – wieś w Polsce położona w województwie łódzkim, w powiecie opoczyńskim, w gminie Żarnów.
Wierni Kościoła rzymskokatolickiego należą do parafii św. Anny w Bedlnie.

## Historia
Wzmianki o tej wsi pojawiły się już w 1545 r.
W 1545 r. oznaczono granice między Paszkowicami Jana Wielebnowskiego a Wierzchowiskiem Jakóba Bedlińskigo"	(Nihil obsat Cancellarius J.Kawiński). Jednak nie jest to wieś lokowana na prawie niemieckim, więc musiała powstać dużo wcześniej (około XI-XII w.). Prywatna wieś szlachecka Wierzchowiska, położona była w drugiej połowie XVI wieku w powiecie opoczyńskim województwa sandomierskiego. 
Wierzchowisko od początków swojego istnienia należało do parafii Bedlno, tak pozostało do dzisiaj.
W latach powojennych Wierzchowisko należało do gminy Sworzyce, województwa kieleckiego. W 1973 r. Przeszła do gminy Żarnów i powiatu opoczyńskiego.
W latach 1975–1998 miejscowość należała administracyjnie do województwa piotrkowskiego.
Obecnie Wierzchowisko jest podzielone przez jego mieszkańców na trzy dzielnice: "górkę", "wieś" i "kolonię".
Wierzchowisko zamieszkuje ok. 111 osób w czym 30 osób zamieszkuje "górkę", 45 – "wieś", a 35 – "kolonię".
Latem 2006 r. ze środków unijnych została zbudowana droga, która połączyła Malków, Wierzchowisko i Paszkowice.

## Interesujące miejsca
Dworek szlachecki pochodzący z XIX wieku
Ostatnim właścicielem był Ludwik Lubodziecki, natomiast w latach 60. został sprzedany.
W zabytkowym parku znajduje się kapliczka poświęcona ludziom walczącym w powstaniu warszawskim.
Figurka z 1923 r.
Figurka umiejscowiona na tzw. Górce została ufundowana przez mieszkańców wsi w 1923 r. Znajduje się na niej napis: „Na Cześć i Chwałę Bożą 1923 r. Z dobrowolnych składek Wieś Wieszchowisko”.
Styczniowa wichura 2007 r. uszkodziła górną część figurki.
Dzięki zabiegom mieszkańców "Górki" i w szczególności Jarosława Jakubczyka i Damiana Gwiazdy figurka została odnowiona – jej górna część. 20 maja 2007 ksiądz wikary z Bedlna, Piotr Skowroński, podczas uroczystej mszy dokonał jej konsekracji.
Figurka z 1934 r.
Druga figurka znajduje się w centrum wsi, wybudowana w 1934 r., z napisem: „Króluj Nam Chryste z dobrowolnych składek Wsi Wierzchowisko 1934”.
Szkoła Podstawowa
Początek działalności szkoły w Wierzchowisku sięga okresu II Rzeczypospolitej (dwuklasowa). Funkcjonowała także podczas okupacji jako Czterodziałowa Szkoła Powszechna. W czasach powojennych zostaje utworzona 7-klasowa, a potem 8-klasowa Szkoła Podstawowa. Uczęszczały do niej dzieci z Wierzchowiska, Malkowa, Grębenic, a potem Soczówek. Szkoła Podstawowa funkcjonowała do 2000 roku, kiedy została zamknięta, a dzieci zaczęły uczęszczać do Szkoły Podstawowej im. Juliana Bartoszewicza w Żarnowie oraz do Gimnazjum w Żarnowie.
"Łomanki", "Żwirek"
"Łomanki" i "Żwirek" znajdują się na obrzeżach Wierzchowiska (południowy wschód)
to pozostałości po wydobywanym w tych okolicach kamieniu piaskowym.

## Zabytki
Według rejestru zabytków Narodowego Instytutu Dziedzictwa< na listę zabytków wpisany jest obiekt:
- park dworski, k. XIX w., nr rej.: 354 z 26.06.1985[8]